# 馬南縣
馬南縣（羅馬化：Manāng Jillā，Listenⓘ，亦譯作馬蘭、瑪囊），是尼泊爾的77個縣之一，隶属于甘達基省。馬南區的首府為擦木，總面積2246平方公里，2011年人口普查中顯示人口為9587人。
海拔5415公尺的Thorung La垭口連接了馬南縣與鄰近的木斯塘。馬南靠近尼泊爾與西藏的邊界，有豐富的自然景觀，也是登山的熱門場所。

## 村落發展委員會

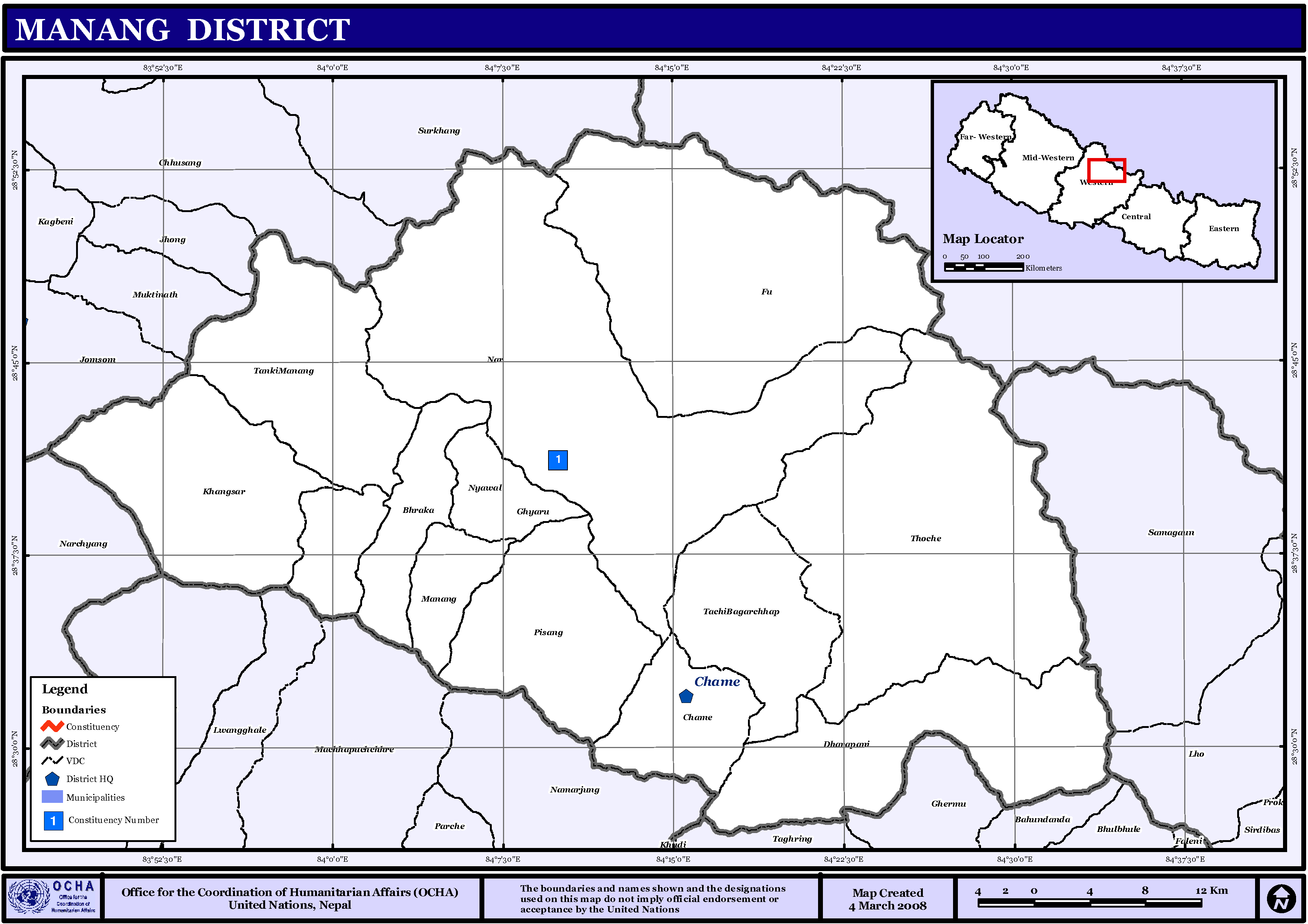
馬南縣下轄的村落

- 巴迦尔恰普（Bagarchhap）
- Bhraka
- 擦木（Chame）
- Dharapani
- Fu
- Ghyaru
- Khangsar
- 馬南
- Nar
- Ngawal
- Pisang
- Tache Bagarchhap
- Tanki Manang
- Thoche